# Pediobius nigeriensis
Pediobius nigeriensis är en stekelart som först beskrevs av Filippo Silvestri 1915.  Pediobius nigeriensis ingår i släktet Pediobius och familjen finglanssteklar. Inga underarter finns listade i Catalogue of Life.